# Stadion Narodowy (Bermudy)
Stadion Narodowy – wielofunkcyjny kompleks sportowy w Devonshire Parish na Bermudach, na wschód od stolicy, Hamilton.
Główny stadion jest obecnie używany głównie dla meczów piłki nożnej. Stadion mieści 8500 osób. Stadion jest używany przez klub Bermuda Hogges z USL Second Division. 